# Mandalasari (Puspahiang)
Mandalasari is een bestuurslaag in het regentschap Tasikmalaya van de provincie West-Java, Indonesië. Mandalasari telt 4837 inwoners (volkstelling 2010).